# Championnats du monde de descente de canoë-kayak 1983
Navigation
Championnats du monde de descente 1981 Championnats du monde de descente 1985
Les 13e championnats du monde de descente en canoë-kayak de 1983 se sont tenus à Merano, dans le Trentin-Haut-Adige, en Italie, sous l'égide de la Fédération internationale de canoë.
C'est la seconde fois que la ville accueille ces championnats après ceux de 1971.

## Podiums

### K1
| Rang               | Athlète               | Pays                 | Temps |
| ------------------ | --------------------- | -------------------- | ----- |
| Médaille d'or      | Marco Previde-Massara | Italie               |       |
| Médaille d'argent  | Degenhard Pfeiffer    | Allemagne de l'Ouest |       |
| Médaille de bronze | Konrad Hollerieth     | Allemagne de l'Ouest |       |

| Rang               | Athlète                                              | Pays                 | Temps |
| ------------------ | ---------------------------------------------------- | -------------------- | ----- |
| Médaille d'or      | Degenhard Pfeiffer Konrad Hollerieth Andreas Fischer | Allemagne de l'Ouest |       |
| Médaille d'argent  | Gerhard Peinhaupt Eduard Wolffhardt Werner Haiberger | Autriche             |       |
| Médaille de bronze | Christian Frossard Bernard Morin Jean-Marc Dauge     | France               |       |

| Rang               | Athlète            | Pays                 | Temps |
| ------------------ | ------------------ | -------------------- | ----- |
| Médaille d'or      | Dagmar Stupp       | Allemagne de l'Ouest |       |
| Médaille d'argent  | Gisela Steigerwald | Allemagne de l'Ouest |       |
| Médaille de bronze | Karin Wahl         | Allemagne de l'Ouest |       |

| Rang               | Athlète                                            | Pays                 | Temps |
| ------------------ | -------------------------------------------------- | -------------------- | ----- |
| Médaille d'or      | Dagmar Stupp Gisela Grothaus Karin Wahl            | Allemagne de l'Ouest |       |
| Médaille d'argent  | Elisabeth Jouve Christiane Amoit Isabelle Menetrey | France               |       |
| Médaille de bronze | Susan Hornby Gill Robbie Corinne Helm              | Royaume-Uni          |       |

### C1
| Rang               | Athlète      | Pays                 | Temps |
| ------------------ | ------------ | -------------------- | ----- |
| Médaille d'or      | Gilles Zok   | France               |       |
| Médaille d'argent  | Ernst Libuda | Allemagne de l'Ouest |       |
| Médaille de bronze | Sreko Masle  | Yougoslavie          |       |

| Rang               | Athlète                                             | Pays                 | Temps |
| ------------------ | --------------------------------------------------- | -------------------- | ----- |
| Médaille d'or      | Jean-Luc Ponchon Gilles Zok Pierre-Etienne Rouveure | France               |       |
| Médaille d'argent  | Srecko Masle Slavko Pintar Andrej Jelenc            | Yougoslavie          |       |
| Médaille de bronze | Klaus Ernst Willi Fiedler Rainer Pioch              | Allemagne de l'Ouest |       |

### C2
| Rang               | Athlète                           | Pays                 | Temps |
| ------------------ | --------------------------------- | -------------------- | ----- |
| Médaille d'or      | Hervé Madoré Francis Lieupart     | France               |       |
| Médaille d'argent  | Philippe Thiel Christian Bichat   | France               |       |
| Médaille de bronze | Andreas Berngruber Mathias Eckert | Allemagne de l'Ouest |       |

| Rang               | Athlète                                                     | Pays                 | Temps |
| ------------------ | ----------------------------------------------------------- | -------------------- | ----- |
| Médaille d'or      | Madoré / Lieupart Thiel / Bichat Rigaut / Bernard           | France               |       |
| Médaille d'argent  | Proquitte / Gonschior Schumacher / Runo Eckert / Berngruber | Allemagne de l'Ouest |       |
| Médaille de bronze | Platzer / Pruenster Vinzia / Campelli Weger / Hager         | Italie               |       |

## Tableau des médailles
| Rang  | Nation               | Or | Argent | Bronze | Total |
| ----- | -------------------- | -- | ------ | ------ | ----- |
| 1     | France               | 4  | 2      | 1      | 7     |
| 2     | Allemagne de l'Ouest | 3  | 4      | 4      | 11    |
| 3     | Italie               | 1  | 0      | 1      | 2     |
| 4     | Yougoslavie          | 0  | 1      | 1      | 2     |
| 5     | Autriche             | 0  | 1      | 0      | 1     |
| 6     | Royaume-Uni          | 0  | 0      | 1      | 1     |
| Total | Total                | 8  | 8      | 8      | 24    |